# اماپالم
اماپالم (به انگلیسی: Ammapalem) یک منطقهٔ مسکونی در هند است که در آندرا پرادش واقع شده‌است.